# Atletica leggera ai Giochi della XXX Olimpiade - 800 metri piani maschili
Ai Giochi della XXX Olimpiade, la competizione degli 800 metri piani maschili si è svolta dal 6 al 9 agosto presso lo Stadio Olimpico di Londra.

## Presenze ed assenze dei campioni in carica
Per i campionati europei si considera l'edizione del 2010.
| Competizione         | Atleta               | Prestazione | Londra 2012 |
| -------------------- | -------------------- | ----------- | ----------- |
| Olimpiadi 2008       | Wilfred Bungei       | 1'44”65     | Non qual.   |
| Commonwealth 2010    | Boaz Kiplagat Lalang | 1'46"60     | Non qual.   |
| Europei 2010         | Marcin Lewandowski   | 1'47”07     | Presente    |
| Asiatici 2010        | Sajjad Moradi        | 1'45”45     | Presente    |
| Panamericani 2011    | Andy Gonzalez        | 1'45”58     | Presente    |
| Africani 2011        | Taoufik Makhloufi    | 1'46”32     | Presente    |
| Mondiali 2011        | David Rudisha        | 1'43”91     | Presente    |
|                      |                      |             |             |
| Mondiali junior 2008 | Abubaker Kaki        | 1'45”60     | Presente    |

## La gara
David Rudisha domina la specialità dal 2010, quando ha stabilito il nuovo record del mondo con il tempo di 1'41"09, poi portato a 1'41"01. Anche quest'anno il miglior tempo della stagione appartiene al keniota: 1'41"54 stabilito il 6 luglio. I suoi rivali più pericolosi sono il sudanese Abubaker Kaki (argento lo scorso anno ai campionati mondiali, dietro lo stesso Rudisha) e il diciottenne etiope Mohammed Aman, che a marzo ha vinto il titolo mondiale indoor e il 18 settembre 2011 ha battuto Rudisha interrompendo la sua striscia di 34 vittorie consecutive. Da segnalare anche un altro diciottenne, il botswano Nijel Amos, detentore della seconda prestazione mondiale dell'anno e fresco vincitore del titolo mondiale juniores a luglio.
Tutti i migliori passano il primo turno. Le tre semifinali sono vinte rispettivamente da Kaki (1'44"51), Rudisha (1'44"35) e Aman (1'44"34): il nome del vincitore uscirà da questa terna. Restano fuori dalla finale il campione europeo del 2010 Marcin Lewandowski (1'45"08) e il campione olimpico di Atene 2004, nonché campione europeo in carica, Jurij Borzakovskij (1'45"09). Per ciascuno dei finalisti si tratta della prima finale olimpica della propria carriera.
In finale, Rudisha non pensa a tatticismi e parte a tutta velocità. Conduce tutta la gara in testa fino a concludere con un sensazionale 1'40"91, abbassando di un decimo il proprio record mondiale e diventando il primo atleta della storia a scendere sotto 1'41". I suoi parziali: 23"5 ai 200 m, 49"28 ai 400 m e 1'14"30 ai 600 m. Sulla sua scia, un sorprendente Nijel Amos stabilisce il record mondiale juniores (nonché record nazionale) con il tempo di 1'41"73. Anche il terzo gradino del podio è appannaggio di uno junior, il diciassettenne keniota Timothy Kitum (1'42"53). Si tratta del podio olimpico più giovane della storia, con una età media di circa 19,9 anni. Le altre posizioni: quarto lo statunitense Duane Solomon (1'42"82), seguito dal connazionale Nick Symmonds (1'42"95). Delusi Aman e Kaki, che giungono rispettivamente sesto e settimo, pur stabilendo, il primo, il record nazionale. Abubaker Kaki è stato l'unico che ha cercato di stare al passo con Rudisha (49"4 ai 400 m), pagando però nel secondo giro di pista (53"9).
 
In una delle gare più veloci della storia, l'ultimo classificato ha concluso in 1'43"77, tempo che sarebbe valso l'oro nelle ultime tre edizioni dei Giochi olimpici e nelle ultime cinque dei campionati mondiali. Gli atleti in gara hanno stabilito la migliore prestazione mondiale per ciascuna delle posizioni di classifica, in una finale che ha visto ben sette primati personali (di cui un record mondiale e due record nazionali) e un primato stagionale.
Era dal 1976 che non veniva battuto il record mondiale ai Giochi olimpici su questa distanza, quando Alberto Juantorena vinse a Montréal in 1'43"50.

## Risultati

### Batterie

Video ufficiale delle Batterie

Si qualificano alle semifinali i primi tre di ogni gruppo (Q) e i tre tempi più veloci degli esclusi (q).

#### 1ª Batteria
| Pos. | Atleta             | Nazione     | Tempo   | Note |
| ---- | ------------------ | ----------- | ------- | ---- |
| 1    | Nijel Amos         | Botswana    | 1'45"90 | Q    |
| 2    | Fabiano Pecanha    | Brasile     | 1'46"29 | Q    |
| 3    | Luis Alberto Marco | Spagna      | 1'46"86 | Q    |
| 4    | Khadevis Robinson  | Stati Uniti | 1'47"17 |      |
| 5    | Marcin Lewandowski | Polonia     | 1'47"64 | q    |
| 6    | Ivan Tukhtachev    | Russia      | 1'49"77 |      |
| 7    | Derek Mandell      | Guam        | 1'58"94 |      |
| N.D. | Mohammad Al-Azemi  | Kuwait      | N.D.    | dq   |

#### 2ª Batteria
| Pos. | Atleta                   | Nazione       | Tempo   | Note                                     |
| ---- | ------------------------ | ------------- | ------- | ---------------------------------------- |
| 1    | David Rudisha            | Kenya         | 1'45"90 | Q                                        |
| 2    | Musaeb Abdulrahman Balla | Qatar         | 1'46"37 | Q                                        |
| 3    | Andrew Osagie            | Gran Bretagna | 1'46"42 | Q                                        |
| 4    | Wesley Vazquez           | Porto Rico    | 1'46"45 |                                          |
| 5    | Jeffrey Riseley          | Australia     | 1'46"99 |                                          |
| 6    | Ismail Ahmed Ismail      | Sudan         | 1'48.79 |                                          |
| 7    | Anis Ananenka            | Bielorussia   | 1'49"61 |                                          |
| 8    | Samorn Kieng             | Cambogia      | 1'55"26 | Miglior prestazione personale stagionale |

#### 3ª Batteria
| Pos. | Atleta             | Nazione        | Tempo   | Note                                     |
| ---- | ------------------ | -------------- | ------- | ---------------------------------------- |
| 1    | Abubaker Kaki      | Sudan          | 1'45"51 | Q                                        |
| 2    | Timothy Kitum      | Kenya          | 1'45"72 | Q                                        |
| 3    | Abdulaziz Mohammed | Arabia Saudita | 1'46"09 | Q                                        |
| 4    | Andy González      | Cuba           | 1'46"24 | q                                        |
| 5    | Gareth Warburton   | Gran Bretagna  | 1'46"97 |                                          |
| 6    | Tamás Kazi         | Ungheria       | 1'47"10 | Miglior prestazione personale stagionale |
| 7    | Sören Ludolph      | Germania       | 1'48"57 |                                          |
| 8    | Arnold Sorina      | Vanuatu        | 1'54"29 |                                          |

#### 4ª Batteria
| Pos. | Atleta                | Nazione     | Tempo   | Note |
| ---- | --------------------- | ----------- | ------- | ---- |
| 1    | Nick Symmonds         | Stati Uniti | 1'45"91 | Q    |
| 2    | Geoffrey Harris       | Canada      | 1'45"97 | Q    |
| 3    | Adam Kszczot          | Polonia     | 1'45"99 | Q    |
| 4    | Pierre-Ambroise Bosse | Francia     | 1'46"03 | q    |
| 5    | Yuriy Borzakovskiy    | Russia      | 1'46"29 | q    |
| 6    | Andreas Bube          | Danimarca   | 1'46"40 |      |
| 7    | Manuel António        | Angola      | 1'52"54 |      |
| N.D. | Brice Etes            | Monaco      | N.D.    | dq   |

#### 5ª Batteria
| Pos. | Atleta            | Nazione       | Tempo   | Note |
| ---- | ----------------- | ------------- | ------- | ---- |
| 1    | Hamada Mohamed    | Egitto        | 1'48"05 | Q    |
| 2    | Sajad Moradi      | Iran          | 1'48"23 | Q    |
| 3    | Kevin Lopez       | Spagna        | 1'48"27 | Q    |
| 4    | Masato Yokota     | Giappone      | 1'48"48 |      |
| 5    | Michael Rimmer    | Gran Bretagna | 1'49"05 |      |
| 6    | Moussa Camara     | Mali          | 1'51"36 |      |
| 7    | Edgar Cortez      | Nicaragua     | 1'58"99 |      |
| N.D. | Taoufik Makhloufi | Algeria       | N.D.    | dnf  |

#### 6ª Batteria
| Pos. | Atleta               | Nazione      | Tempo   | Note |
| ---- | -------------------- | ------------ | ------- | ---- |
| 1    | Mohammed Aman        | Etiopia      | 1'47"34 | Q    |
| 2    | Anthony Chemut       | Kenya        | 1'47"42 | Q    |
| 3    | Antonio Manuel Reina | Spagna       | 1'47"44 | Q    |
| 4    | Rafith Rodriguez     | Colombia     | 1'47"70 |      |
| 5    | Adnan Taess Akkar    | Iraq         | 1'47"83 |      |
| 6    | Amine El Manaoui     | Marocco      | 1'48"48 |      |
| 7    | Prince Mumba         | Zambia       | 1'49"07 |      |
| 8    | Erzhan Askarov       | Kirghizistan | 1'59"56 |      |

#### 7ª Batteria
| Pos. | Atleta            | Nazione            | Tempo   | Note |
| ---- | ----------------- | ------------------ | ------- | ---- |
| 1    | Duane Solomon     | Stati Uniti        | 1'46"05 | Q    |
| 2    | Robert Lathouwers | Paesi Bassi        | 1'46"06 | Q    |
| 3    | André Olivier     | Sudafrica          | 1'46"42 | Q    |
| 4    | Jakub Holuša      | Rep. Ceca          | 1'46"87 |      |
| 5    | Julius Mutekanga  | Uganda             | 1'48"41 |      |
| 6    | Moise Joseph      | Haiti              | 1'48"46 |      |
| 7    | Benjamín Enzema   | Guinea Equatoriale | 1'57"47 |      |
| N.D. | Kleberson Davide  | Brasile            | N.D.    | dns  |

### Semifinali

Video ufficiale delle Semifinali

Si qualificano alla Finale i primi due di ogni gruppo (Q) e i due tempi più veloci degli esclusi (q).

#### 1ª Semifinale
| Pos. | Atleta             | Nazione     | Tempo   | Note |
| ---- | ------------------ | ----------- | ------- | ---- |
| 1    | Abubaker Kaki      | Sudan       | 1'44"51 | Q    |
| 2    | Nijel Amos         | Botswana    | 1'44"54 | Q    |
| 3    | Adam Kszczot       | Polonia     | 1'45"34 |      |
| 4    | Anthony Chemut     | Kenya       | 1'45"63 |      |
| 5    | Robert Lathouwers  | Paesi Bassi | 1'45"85 |      |
| 6    | Luis Alberto Marco | Spagna      | 1'46"19 |      |
| 7    | Fabiano Pecanha    | Brasile     | 1'46"29 |      |
| N.D. | Sajad Moradi       | Iran        | N.D.    | dq   |

| Pos. | Atleta                   | Nazione       | Tempo   | Note                                     |
| ---- | ------------------------ | ------------- | ------- | ---------------------------------------- |
| 1    | David Rudisha            | Kenya         | 1'44"35 | Q                                        |
| 2    | Andrew Osagie            | Gran Bretagna | 1'44"74 | Q                                        |
| 3    | Nick Symmonds            | Stati Uniti   | 1'44"87 | q                                        |
| 4    | Marcin Lewandowski       | Polonia       | 1'45"08 |                                          |
| 5    | Yuriy Borzakovskiy       | Russia        | 1'45"09 | Miglior prestazione personale stagionale |
| 6    | Kevin Lopez              | Spagna        | 1'46"66 |                                          |
| 7    | Musaeb Abdulrahman Balla | Qatar         | 1'47"52 |                                          |
| 8    | Hamada Mohamed           | Egitto        | 1'48"18 |                                          |
| 9    | Andy Gonzalez            | Cuba          | 1'53"46 |                                          |

| Pos. | Atleta                | Nazione        | Tempo   | Note |
| ---- | --------------------- | -------------- | ------- | ---- |
| 1    | Mohammed Aman         | Etiopia        | 1'44"34 | Q    |
| 2    | Timothy Kitum         | Kenya          | 1'44"63 | Q    |
| 3    | Duane Solomon         | Stati Uniti    | 1'44"93 | q    |
| 4    | Pierre-Ambroise Bosse | Francia        | 1'45"10 |      |
| 5    | André Olivier         | Sudafrica      | 1'45"44 |      |
| 6    | Antonio Manuel Reina  | Spagna         | 1'45"84 |      |
| 7    | Geoffrey Harris       | Canada         | 1'46"14 |      |
| 8    | Abdulaziz Mohammed    | Arabia Saudita | 1'48"98 |      |

### Finale

Video ufficiale della Finale

| Primatista mondiale   | 1'41"01       | David Rudisha | Presente |
| Primatista stagionale | 1'41"54 (6/7) | David Rudisha | Presente |

1. ↑  Record stabilito nel 2010.
2. ↑  Alla data del 20 luglio 2012.

| Pos.    | Atleta        | Età | Nazionalità   | Tempo   | Note                                                     |
| ------- | ------------- | --- | ------------- | ------- | -------------------------------------------------------- |
| Oro     | David Rudisha | 23  | Kenya         | 1'40"91 |                                                          |
| Argento | Nijel Amos    | 18  | Botswana      | 1'41"73 | Miglior prestazione mondiale under 20 · Record nazionale |
| Bronzo  | Timothy Kitum | 17  | Kenya         | 1'42"53 | Miglior prestazione personale                            |
| 4       | Duane Solomon | 27  | Stati Uniti   | 1'42"82 | Miglior prestazione personale                            |
| 5       | Nick Symmonds | 28  | Stati Uniti   | 1'42"95 | Miglior prestazione personale                            |
| 6       | Mohammed Aman | 18  | Etiopia       | 1'43"20 | Record nazionale                                         |
| 7       | Abubaker Kaki | 23  | Sudan         | 1'43"32 | Miglior prestazione personale stagionale                 |
| 8       | Andrew Osagie | 24  | Gran Bretagna | 1'43"77 | Miglior prestazione personale                            |